# Крим (пивобезалкогольний комбінат)

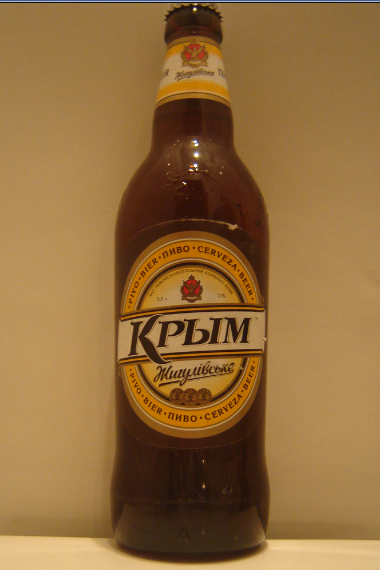
Пляшка пива «Жигулівське» (виробництво ПБК «Крим»)

ПАТ «Пиво-безалкогольний комбінат „Крим“» — підприємство харчової промисловості України, зайняте у галузі виробництва та реалізації пива та безалкогольних напоїв. Головний завод розташований у місті Сімферополі.

## Історія
Історія підприємства ведеться від 1982 року, в якому було введено в експлуатацію Сімферопольський пиво-безалкогольний завод № 2, що став найбільшим та найсучаснішим броварним підприємством Криму. З початком процесу роздержавлення власності 1991 року було створене орендне підприємство «Пиво-безалкогольний комбінат „Крим“», до складу якого крім Сімферопольського пивзаводу увійшли менші кримські пивзаводи — Ялтинський, Феодосійський, Керченський, Євпаторійський, а також Сакський завод мінеральних вод. Приватизація цього орендного підприємства зі створенням на його базі відкритого акціонерного товариства відбулася 1996 року.
У квітні 1998 року контроль над ВАТ «Пиво-безалкогольний комбінат „Крим“» отримує компанія з бельгійським капіталом «САН Інтербрю», яка на той час вже працювала на ринку України, контролюючи чернігівський пивкомбінат «Десна».
У грудні 2000 року компанія «САН Інтербрю» придбала контрольний пакет акцій харківського пивзаводу «Рогань», після чого частка цієї корпорації на українському пивному ринку перевищила допустиму українським законодавством норму. Тому відповідно до зобов'язань перед Антимонопольним комітетом України «САН Інтербрю» була змушена у 2001 році продати контрольний пакет ПБК «Крим». Покупцем виступила пивоварна група «Сармат», підконтрольна українському мільярдеру Рінату Ахметову.
Чергова зміна власника підприємства відбулася у вересні 2008 року — покупцем ПБК «Крим» став феодосійський підприємець Валерій Зубок, власник дистрибуторської компанії «Руслана», зайнятої у сфері реалізації слабоалкогольних та безалкогольних напоїв на території Криму.

## Асортимент продукції

### Пиво
- «Крым»: «Капитанское», «Dvanadtsyatka», «Десятка», «Светлое Непастеризованное», «Жигулёвское», «Светлое», «Крепкое».

### Безалкогольні напої
- Мінеральна вода «Кримська»;
- Питна вода «Крим-Аква»;
- Квас «Таврійський»;
- Газовані напої «Лимонад», «Тархун», «Дюшес» тощо.